# Youthanasia World Tour
Youthanasia World Tour fue una gira realizada por la banda de thrash metal Megadeth entre el 25 de octubre de 1994 hasta el 9 de septiembre de 1995.

## Historia
Con el lanzamiento del nuevo álbum Youthanasia, Megadeth realizó por primera vez presentaciones en América Latina como son los casos de Chile, Argentina y Brasil, (en este último la banda había tocado previamente en el festival Rock In Rio en 1991), como parte de la serie de conciertos realizados en el festival Monster Of Rock con sus primeras ediciones en América del Sur.
Entre muchas de las anécdotas de esta gira esta la primera visita de la banda a suelo argentino en donde tocaron 5 noches seguidas en 1994 y en cuya segunda presentación se realizó por primera vez el famoso coro  "Aguante Megadeth" durante la canción Symphony of Destruction en donde Dave Mustaine atónito deja cantar por un momento durante durante dicho coro que hoy en día es muy popular y oído en las presentaciones de la banda en América del Sur y también oído en los Estados Unidos y Europa solo con la estrofa "Megadeth"

## Fechas
| Fecha                   | Ciudad              | País              | Lugar                                             |
| Norteamérica            | Norteamérica        | Norteamérica      | Norteamérica                                      |
| ----------------------- | ------------------- | ----------------- | ------------------------------------------------- |
| 25 de octubre de 1994   | Nueva York          | Estados Unidos    | Webster Hall                                      |
| Europa                  |                     |                   |                                                   |
| 24 de noviembre de 1994 | Berlin              | Alemania          | Marquee                                           |
| 26 de noviembre de 1994 | Plymouth            | Inglaterra        | Plymouth Pavilions                                |
| Sudamérica              |                     |                   |                                                   |
| 29 de noviembre de 1994 | Santiago            | Chile             | Estadio Chile                                     |
| 1 de diciembre de 1994  | Buenos Aires        | Argentina         | Estadio Obras Sanitarias                          |
| 2 de diciembre de 1994  | Buenos Aires        | Argentina         | Estadio Obras Sanitarias                          |
| 3 de diciembre de 1994  | Buenos Aires        | Argentina         | Estadio Obras Sanitarias                          |
| 4 de diciembre de 1994  | Buenos Aires        | Argentina         | Estadio Obras Sanitarias                          |
| 5 de diciembre de 1994  | Buenos Aires        | Argentina         | Estadio Obras Sanitarias                          |
| 7 de diciembre de 1994  | Río de Janeiro      | Brasil            | Imperator                                         |
| 8 de diciembre de 1994  | São Paulo           | Brasil            | Olympia                                           |
| 9 de diciembre de 1994  | São Paulo           | Brasil            | Olympia                                           |
| Norteamérica            |                     |                   |                                                   |
| 13 de enero de 1995     | Phoenix             | Estados Unidos    | America West Arena                                |
| 14 de enero de 1995     | Albuquerque         | Estados Unidos    | Tingley Coliseum                                  |
| 15 de enero de 1995     | El Paso             | Estados Unidos    | Convention Center Hall                            |
| 16 de enero de 1995     | Dallas              | Estados Unidos    | Fairpark Coliseum                                 |
| 17 de enero de 1995     | Oklahoma City       | Estados Unidos    | State Fair Arena                                  |
| 19 de enero de 1995     | Dallas              | Estados Unidos    | Bomb Factory                                      |
| 20 de enero de 1995     | Houston             | Estados Unidos    | International Ballroom                            |
| 21 de enero de 1995     | Biloxi              | Estados Unidos    | Mississippi Coast Coliseum                        |
| 22 de enero de 1995     | Atlanta             | Estados Unidos    | International Ballroom                            |
| 24 de enero de 1995     | Nashville           | Estados Unidos    | Nashville Municipal Auditorium                    |
| 25 de enero de 1995     | Charlotte           | Estados Unidos    | Grady Cole Center                                 |
| 26 de enero de 1995     | Glen Burnie         | Estados Unidos    | Michael's Eighth Avenue                           |
| 27 de enero de 1995     | Nueva York          | Estados Unidos    | Roseland Ballroom                                 |
| 28 de enero de 1995     | Nueva York          | Estados Unidos    | Roseland Ballroom                                 |
| 30 de enero de 1995     | Hershey             | Estados Unidos    | Hersheypark Arena                                 |
| 1 de febrero de 1995    | Montreal            | Canadá            | Auditorium de Verdun                              |
| 2 de febrero de 1995    | Fitchburg           | Estados Unidos    | Wallace Civic Center                              |
| 3 de febrero de 1995    | Filadelfia          | Estados Unidos    | Convention Hall                                   |
| 4 de febrero de 1995    | Toronto             | Canadá            | Maple Leaf Gardens                                |
| 5 de febrero de 1995    | Cleveland           | Estados Unidos    | CSU Convocation Center                            |
| 7 de febrero de 1995    | Detroit             | Estados Unidos    | Cobo Arena                                        |
| 8 de febrero de 1995    | Indianápolis        | Estados Unidos    | Indiana Convention Center                         |
| 9 de febrero de 1995    | Trotwood            | Estados Unidos    | Hara Arena                                        |
| 10 de febrero de 1995   | Chicago             | Estados Unidos    | Aragon Ballroom                                   |
| 11 de febrero de 1995   | Kansas City         | Estados Unidos    | Memorial Hall                                     |
| 13 de febrero de 1995   | Denver              | Estados Unidos    | Denver Coliseum                                   |
| 15 de febrero de 1995   | Magna               | Estados Unidos    | Saltair                                           |
| 17 de febrero de 1995   | Spokane             | Estados Unidos    | Spokane Coliseum                                  |
| 18 de febrero de 1995   | Vancouver           | Canadá            | Pacific Coliseum                                  |
| 19 de febrero de 1995   | Portland            | Estados Unidos    | Arlene Schnitzer Concert Hall                     |
| 20 de febrero de 1995   | Salem               | Estados Unidos    | Salem Armory Auditorium                           |
| 22 de febrero de 1995   | San José            | Estados Unidos    | San Jose State Event Center Arena                 |
| 23 de febrero de 1995   | San Diego           | Estados Unidos    | SOMA                                              |
| 24 de febrero de 1995   | San Bernardino      | Estados Unidos    | National Orange Show Events Center                |
| 25 de febrero de 1995   | Los Ángeles         | Estados Unidos    | Grand Olympic Auditorium                          |
| Irlanda                 |                     |                   |                                                   |
| 10 de marzo de 1995     | Dublín              | Irlanda           | SFX Hall                                          |
| 11 de marzo de 1995     | Dublín              | Irlanda           | SFX Hall                                          |
| Youth in Europe         |                     |                   |                                                   |
| 12 de marzo de 1995     | Belfast             | Irlanda del Norte | Ulster Hall                                       |
| 13 de marzo de 1995     | Manchester          | Inglaterra        | Manchester Apollo                                 |
| 14 de marzo de 1995     | Wolverhampton       | Inglaterra        | Civic Hall                                        |
| 15 de marzo de 1995     | Glasgow             | Escocia           | Barrowland                                        |
| 16 de marzo de 1995     | Leeds               | Inglaterra        | Town and Country Club                             |
| 18 de marzo de 1995     | Plymouth            | Inglaterra        | Plymouth Pavilions                                |
| 19 de marzo de 1995     | Newport             | Gales             | Newport Centre                                    |
| 20 de marzo de 1995     | Londres             | Inglaterra        | Brixton Academy                                   |
| 22 de marzo de 1995     | Hamburgo            | Alemania          | Docks                                             |
| 24 de marzo de 1995     | Estocolmo           | Suecia            | Globen Annexet                                    |
| 25 de marzo de 1995     | Gotemburgo          | Suecia            | Scandinavium                                      |
| 27 de marzo de 1995     | Helsinki            | Finlandia         | Jäähalli                                          |
| 29 de marzo de 1995     | Oslo                | Noruega           | Sentrum Scene                                     |
| 1 de abril de 1995      | Hannover            | Alemania          | Music Hall                                        |
| 2 de abril de 1995      | Stuttgart           | Alemania          | Messe Congress Centrum B                          |
| 3 de abril de 1995      | Essen               | Alemania          | Grugahalle                                        |
| 4 de abril de 1995      | Berlín              | Alemania          | Huxley's Neue Welt                                |
| 5 de abril de 1995      | Praga               | República Checa   | Malá Sportovní Hala                               |
| 6 de abril de 1995      | Viena               | Austria           | Kurhalle Oberlaa                                  |
| 8 de abril de 1995      | Casalecchio di Reno | Italia            | Palasport                                         |
| 10 de abril de 1995     | Roma                | Italia            | Palazzo dello Sport                               |
| 11 de abril de 1995     | Assago              | Italia            | Forum di Assago                                   |
| 13 de abril de 1995     | San Sebastián       | España            | Velódromo de Anoeta                               |
| 15 de abril de 1995     | Cascaes             | Portugal          | Pavilhão do Grupo Dramático e Sportivo de Cascais |
| 17 de abril de 1995     | Madrid              | España            | Sala Universal Sur                                |
| 18 de abril de 1995     | Barcelona           | España            | Sala Zeleste                                      |
| 19 de abril de 1995     | Zaragoza            | España            | Sala Multiusos                                    |
| 21 de abril de 1995     | París               | Francia           | Le Zénith                                         |
| 22 de abril de 1995     | Zúrich              | Suiza             | Volkshaus                                         |
| 23 de abril de 1995     | Maxéville           | Francia           | Zénith de Nancy                                   |
| 24 de abril de 1995     | Arnhem              | Países Bajos      | Rijnhal                                           |
| 25 de abril de 1995     | Deinze              | Bélgica           | Brielpoort                                        |
| 27 de abril de 1995     | Tel Aviv            | Israel            | Cinerama                                          |
| 28 de abril de 1995     | Tel Aviv            | Israel            | Cinerama                                          |
| 30 de abril de 1995     | Bourges             | Francia           | Printemps de Bourges 1995                         |
| Asia                    |                     |                   |                                                   |
| 17 de mayo de 1995      | Tokio               | Japón             | NHK Hall                                          |
| 19 de mayo de 1995      | Nagoya              | Japón             | Aichi Kousei Nenkin Kaikan                        |
| 21 de mayo de 1995      | Fukuoka             | Japón             | Fukuoka Sunpalace                                 |
| 22 de mayo de 1995      | Osaka               | Japón             | Festival Hall                                     |
| 24 de mayo de 1995      | Kioto               | Japón             | Kyoto Kaikan                                      |
| 25 de mayo de 1995      | Nagoya              | Japón             | Nagoya Shimin Kaikan                              |
| 26 de mayo de 1995      | Kawaguchi           | Japón             | LILIA                                             |
| 28 de mayo de 1995      | Nagoya              | Japón             | Aichi Kousei Nenkin Kaikan                        |
| 29 de mayo de 1995      | Yokohama            | Japón             | Kanagawa Kenmin Hall                              |
| 30 de mayo de 1995      | Tokio               | Japón             | Tokyo Kousei Nenkin Kaikan                        |
| 31 de mayo de 1995      | Sendai              | Japón             | Izumity 21                                        |
| Europa                  |                     |                   |                                                   |
| 3 de junio de 1995      | Nürburg             | Alemania          | Rock am Ring                                      |
| 4 de junio de 1995      | Munich              | Alemania          | Rock Im Park                                      |
| 5 de junio de 1995      | Toulon              | Francia           | Zénith Oméga                                      |
| 7 de junio de 1995      | Frauenfeld          | Suiza             | Pferderennbahn                                    |
| 8 de junio de 1995      | Ringe               | Dinamarca         | Midtfyns Festival                                 |
| Reckoning Day           |                     |                   |                                                   |
| 12 de julio de 1995     | Providence          | Estados Unidos    | The Strand                                        |
| 13 de julio de 1995     | Port Chester        | Estados Unidos    | Capitol Theatre                                   |
| 14 de julio de 1995     | Toronto             | Canadá            | Molson Amphitheatre                               |
| 15 de julio de 1995     | Cheektowaga         | Estados Unidos    | Blind Melon's                                     |
| 16 de julio de 1995     | Columbus            | Estados Unidos    | Newport Music Hall                                |
| 17 de julio de 1995     | Cincinnati          | Estados Unidos    | Bogart's                                          |
| 19 de julio de 1995     | Burgettstown        | Estados Unidos    | Coca-Cola Star Lake Amphitheater                  |
| 21 de julio de 1995     | Cleveland           | Estados Unidos    | Nautica Stage                                     |
| 22 de julio de 1995     | Clarkston           | Estados Unidos    | Pine Knob Music Theatre                           |
| 23 de julio de 1995     | Kalamazoo           | Estados Unidos    | Wings Stadium                                     |
| 24 de julio de 1995     | Noblesville         | Estados Unidos    | Deer Creek Music Center                           |
| 26 de julio de 1995     | Louisville          | Estados Unidos    | Louisville Palace Theatre                         |
| 27 de julio de 1995     | Chicago             | Estados Unidos    | Riviera Theatre                                   |
| 28 de julio de 1995     | Milwaukee           | Estados Unidos    | Eagles Ballroom                                   |
| 29 de julio de 1995     | Columbus            | Estados Unidos    | Trout Air Amphitheater                            |
| 30 de julio de 1995     | Sioux Falls         | Estados Unidos    | Sioux Falls Arena                                 |
| 1 de agosto de 1995     | Davenport           | Estados Unidos    | Palmer Auditorium                                 |
| 2 de agosto de 1995     | Springfield         | Estados Unidos    | Prairie Capitol Convention Center                 |
| 3 de agosto de 1995     | Joplin              | Estados Unidos    | Joplin Memorial Hall                              |
| 4 de agosto de 1995     | San Luis            | Estados Unidos    | American Theatre                                  |
| 7 de agosto de 1995     | Morrison            | Estados Unidos    | Red Rocks Amphitheater                            |
| 9 de agosto de 1995     | San Francisco       | Estados Unidos    | The Warfield                                      |
| 10 de agosto de 1995    | Fresno              | Estados Unidos    | Wilson Theatre                                    |
| 11 de agosto de 1995    | Primm               | Estados Unidos    | Star of the Desert Arena                          |
| 12 de agosto de 1995    | Santa Mónica        | Estados Unidos    | Santa Monica Civic Auditorium                     |
| 13 de agosto de 1995    | Chandler            | Estados Unidos    | Compton Terrace                                   |
| 16 de agosto de 1995    | San Antonio         | Estados Unidos    | Sunken Gardens Theatre                            |
| 17 de agosto de 1995    | Corpus Christi      | Estados Unidos    | Johnnyland                                        |
| 18 de agosto de 1995    | The Woodlands       | Estados Unidos    | Cynthia Woods Mitchell Pavilion                   |
| 19 de agosto de 1995    | Tulsa               | Estados Unidos    | River Parks Amphitheater                          |
| 20 de agosto de 1995    | Dallas              | Estados Unidos    | Bomb Factory                                      |
| 22 de agosto de 1995    | Nueva Orleans       | Estados Unidos    | State Palace Theatre                              |
| 23 de agosto de 1995    | Pensacola           | Estados Unidos    | Bayfront Auditorium                               |
| 25 de agosto de 1995    | Orlando             | Estados Unidos    | UCF Arena                                         |
| 26 de agosto de 1995    | Miami               | Estados Unidos    | Bayfront Park Amphitheater                        |
| 27 de agosto de 1995    | Tampa               | Estados Unidos    | Florida State Fairgrounds Expo Hall               |
| Sudamérica              |                     |                   |                                                   |
| 2 de septiembre de 1995 | São Paulo           | Brasil            | Monsters of Rock                                  |
| 5 de septiembre de 1995 | Río de Janeiro      | Brasil            | Monsters of Rock                                  |
| 7 de septiembre de 1995 | Santiago            | Chile             | Monsters of Rock                                  |
| 9 de septiembre de 1995 | Buenos Aires        | Argentina         | Monsters of Rock                                  |

## Canciones tocadas en la gira
De  Peace Sells... But Who's Buying?:
- "Wake Up Dead"
- "Peace Sells"

De  So Far, So Good... So What!:
- "In My Darkest Hour"
- "Anarchy in the U.K."

De  Rust In Peace:
- "Holy Wars The Punishment Due"
- "Hangar 18"
- "Tornado of Souls"

De  Countdown To Extinction:
- "Skin o' My Teeth"
- "Sweating Bullets"
- "Foreclouse Of A Dream"
- "This Was My Life"
- "Symphony of Destruction"

De  Youthanasia:
- "Reckoning Day"
- "A Tout Le Monde"
- "Train of Consequences"
- "Family Tree"
- "The Killing Road"
- "Youthanasia"
- "Victory"

De  Hidden Treasures:
- "Paranoid"
- "Angry Again"
- "99 Ways to Die"

Otros:
- "Solo de Bajo" (David Ellefson)

## Personal
- Dave Mustaine: Guitarra, Voz
- Marty Friedman: Guitarra
- David Ellefson: Bajo, Coros
- Nick Menza: Batería

## Páginas externas
- Wed Oficial

- Datos: Q59468055